# Jorge Corzo Calderón
Jorge Corzo Calderón (Potosí, 4 de enero de 1938-Santa Cruz de la Sierra, 18 de mayo de 2015), fue golfista boliviano que lideró el ranking nacional entre 1960 y 1986. Inició su carrera como jugador de golf en el año 1946 en Potosí, en Bolivia.

## Títulos obtenidos
- 4 Títulos Campeón Nacional consecutivos. Categoría Junior.
- 11 Títulos Campeón Nacional 5 continuos, 6 discontinuos.
- 7 Títulos Torneo Andino.  5 continuos, 2 discontinuos La Paz.
- 4 Títulos Campeón del Club Mallasilla La Paz.
- 5 Títulos Campeón del Club Los Pinos La Paz.
- 4 Títulos Campeón de Las Palmas Country Club Santa Cruz.
- 5 Títulos Campeón Abierto del Oriente Santa Cruz. Primera Categoría.
- 3 Torneos Entel Categoría Seniors. Cochabamba (1), Santa Cruz (2)
- 1 Título. Campeón Nacional Categoría Senior. La Paz
- 3 Título. Campeón Abierto del Oriente. Categoría Senior. Santa Cruz.

## Torneos internacionales
- Representante de Bolivia en el Torneo Sudamericano Copa Los Andes 12 veces
- 1965 Medalla de oro en los Juegos Bolivarianos Quito - Ecuador.[1]
- 1965 Abierto del Brasil Categoría individual, Tercer lugar.
- 1967 Torneo de Maestros Buenos Aires - Argentina, Tercer lugar.
- 1969 Torneo Copa Los Andes Montevideo - Uruguay, declarado Mejor Jugador.[2]
- 1969 Torneo Círculo de Periodistas del Uruguay, Primer Lugar.
- 1970 Abierto Volvo Gotemburgo - Suecia, Octavo lugar.
- 1970 Torneo Pro_Am  Estocolmo - Suecia, Cuarto lugar.
- 1971 Mini Mundial Bogotá - Colombia, Quinto lugar.[3]
- 1972 Torneo de la Hispanidad por equipos Buenos Aires - Argentina: Séptimo lugar, Individual: Quinto lugar.
- 1975 Copa Simón Bolívar por equipos Caracas - Venezuela  (20 países), Octavo lugar
- 1982 Torneo Los Leones por equipos Santiago - Chile, Segundo lugar; Individual, Primer lugar neto.
- 1983 Torneo de Las Américas por equipos Miami - Estados Unidos 24 países, Sexto lugar.
- 1986 Torneo del Arrabio, Jujuy - Argentina, Primer lugar.

## Distinciones
- 1959 Medalla de Plata Círculo de periodistas La Paz.
- 1959 Medalla de Oro Club de Golf Los Pinos La Paz.
- 1965 Medalla de Oro Círculo de periodistas La Paz.
- 1969 Premio General Hugo Banzer Suárez al Mejor Deportista.
- 1981 Plaqueta Círculo de periodistas Santa Cruz.
- 1985 Premio Victoria Alada Santa Cruz.
- 1985 Premio el Chiriguano Santa Cruz.
- 1992 Reconocimiento al desempeño a nivel nacional e internacional Las Palmas Country Club. Santa Cruz.
- 1993 Premio Bolivia Secretaría Nacional de Deportes Presidente Gonzalo Sánchez de Lozada La Paz.
- 1999 Plaqueta Cincuenta Años Mapaizo Golf Club.
- 2002 Distinción Oruro Golf Club recordando su centenario de fundación.
- 2007 Federación Boliviana de Golf.
- 2008 Mapaizo Golf Club Declarado Socio Honorario .
- 2009 Deportista del Bicentenario La Paz.[4]

## Trayectoria
- Récord de cancha: Club de Golf Los Pinos, La Paz (Par 72 en 18 hoyos),  Record  59  golpes.
- Récord de cancha: La Paz Golf Club Mallasilla (Par 72 para 18 hoyos), Récord 63 golpes.
- 1996-1998 Profesional Mapaizo Golf Club (Profesor fundador de la Escuela de golf para niños y encargado del mantenimiento de la cancha de golf, Diseño total de la cancha de golf, Viaje a torneo sudamericano categoría prejuvenil con alumnos de la escuela a Lima - Perú).
- 1989-1994 Profesional de Golf Country Club Las Palmas (Profesor fundador de la Escuela de golf para niños y encargado del mantenimiento de la cancha de golf, Diseño nuevo de la actual cancha de Golf, Viaje a torneos sudamericanos prejuveniles con alumnos de la escuela a Punta del Este - Uruguay y Asunción – Paraguay).
- 2003-2004 Vicepresidente Mapaizo Golf Club.
- 2005-2006 Reelegido Vicepresidente Mapaizo Golf Club.